# Noël Segers
Noël Segers (* 21. Dezember 1959 in Ninove) ist ein ehemaliger belgischer Radrennfahrer.

## Sportliche Laufbahn
Als Amateur gewann er 1980 die Ronde van Limburg, in der er ein Jahr später drei Etappen gewann. 1982 siegte er in der Flandern-Rundfahrt in der Kategorie der Amateure.
1982 wurde er Berufsfahrer und blieb bis 1992 immer in niederländischen und belgischen Radsportteams aktiv. 1983 konnte er einen Tagesabschnitt der Drei Tage von De Panne für sich entscheiden, 1984 folgte ein Etappensieg in der Schweden-Rundfahrt, 1985 im Critérium du Dauphiné Libéré und 1987 in der Katalonischen Woche. 1985 war er im Grote Prijs Beeckman-De Caluwé erfolgreich. 1989 gewann er den Grand Prix Wieler Revue, der von der gleichnamigen niederländischen Radsportfachzeitschrift veranstaltet wurde. 1990 schlug er im Finale von Rund um Köln Andreas Kappes.
Die Tour de France fuhr er viermal, 1985 wurde er als 120. klassiert. 1983, 1989 und 1992 schied er jeweils aus. In den Rennen der Monumente des Radsports war der 4. Platz in der Flandern-Rundfahrt 1985 sein bestes Resultat. 1988 wurde er Zweiter im Rennen Kuurne–Brüssel–Kuurne hinter Hendrik Redant. Im Pfeil von Brabant 1990 wurde er Dritter.